# Kip svobode, Finska
Kip svobode (finsko Suomen Vapaudenpatsas; švedsko Finlands frihetsstaty) je monumentalen kompleks bronastih skulptur, ki stoji na trgu v mestu Vaasa v Ostrobotniji na Finskem. Kip praznuje zmago Belih v finski državljanski vojni leta 1918. Višina dela s podstavki je 14 metrov, višina dela na vrhu podstavka pa 6 metrov. Skulptura tehta 3,6 tone. Skulpturo sta oblikovala Yrjö Liipola in Jussi Mäntynen, odkrita pa je bila leta 1938.

## Kip
Gledano s trga sta na desni strani podstavka na strani Alatori dva reliefa. Na levi je Työ ('Delo'), z moškim s snopom žita v desni roki in srpom v levici. Na desni je Tulevaisuus ('Prihodnost'), ki prikazuje mamo in dva otroka. Reliefa na zgornji tržni strani predstavljata Laki ('Zakon'), ki prikazuje moškega z mečem in ščitom v rokah, in Uskonto ('Religija'), ki prikazuje žensko, ki je z obrazom obrnjena proti cerkvi. Relief na zadnji strani podstavka prikazuje maršala C.G.E. Mannerheim oblečenega v vojaško jakno z dolgimi rokavi. V desni roki ima daljnogled. Za Mannerheimom korakajo vojaki, v ozadju pa je kolo topovske sivke.
Pred podstavkom je stiliziran finski lev, ki stoji s prednjimi nogami na prsih zmaja, ki leži pod njim na tleh. Nad levom so črke v finščini in švedščini: "ZA OSVOBODITELJE DOMOVINE, 1918". Nad besedilom je na podstavku vklesan križ svobode.
Na vrhu podstavka stoji moški v vojaški uniformi z dvignjeno desnico. Na glavi ima vojaško kapo s šesterokotno kokardo. Moška leva roka stiska puško, moški pa ima odprta usta. Za njim je sedeč moški, ki se z levo roko drži za prsi, medtem ko obraz obrača navzgor v desno.

## Zgodovina
Zamisel za finski Kip svobode se je rodila med državljansko vojno v Seinäjokiju. General Mannerheim je predlagal idejo za izvedbo tričlanskega odbora z adjutantom Akseli Gallen-Kallela. Poleti 1918 je bil imenovan odbor za pripravo kipa, v katerem so bili tudi pomembni poslovni in državni uslužbenci iz Vaase. Odboru predsedujejo E. J. Ollonqvist, komercialni svetovalec Vaase, Erik Hartman, konzul, in Gösta Serlachius, vuorineuvos Mänttäja. Sredstva so zbirali iz vse države. Vendar je večina denarja prihajala iz Ostrobotnije in Vaase. Projekt je zaradi nesoglasij glede namena in težav s financiranjem napredoval počasi. Kip je stal 1.352.000 FIM, mesto Vaasa pa je plačalo stojnico in zabavo. Državni kiparski natečaj, razpisan leta 1935, je obsegal 42 predlogov. Prvotni zmagovalni predlog je bil, da »sin Ostrobothnije pohiti«, kjer mladenič, ki se pripravlja na udarec z mečem, brani svojega ranjenega tovariša.

## Slovesnost ob odkritju
Kip svobode je bil odkrit 9. julija 1938. Slovesnosti ob odkritju so se med drugim udeležili predsednik Kyösti Kallio in maršal Mannerheim ter preživeli člani prvega senata Svinhufvuda med državljansko vojno. Po nekaterih ocenah se je na Trgu zbralo več kot 10.000 ljudi. Slavje je plačalo mesto Vaasa.